# Passió segons sant Mateu
La Passió segons sant Mateu (en alemany: Matthäuspassion), BWV 244, és una Passió oratòrica de Johann Sebastian Bach. Presenta el sofriment i la mort de Crist segons l'Evangeli de Sant Mateu. Amb una duració de més de dues hores i mitja (en algunes interpretacions més de 3 hores) és l'obra més extensa de l'autor. És una obra central de la música clàssica europea.
La Passió segons sant Mateu consta de dues grans parts conformades per 68 números. El text de l'evangeli de sant Mateu, capítols 26 i 27, és cantat literalment per un evangelista i les persones de la trama (Crist, Judes, Pere, etc.) pels altres solistes. Al voltant del text bíblic s'agrupen cors, corals, recitatius i àries amb la intenció d'interpretar el text.

## Origen i context
Hi ha hagut controvèrsia al voltant de la data de composició de l'obra, ja que fins 1975 s'havia considerat que la Passió segons sant Mateu havia estat creada per l'ofici de Divendres Sant de 1729, però la recerca recent suggereix que l'obra fou estrenada l'11 d'abril de 1727 a l'església de Sant Tomàs de Leipzig sota la direcció de Bach, que era Kantor del temple. Encara que l'obra es relaciona directament amb la música fúnebre per al príncep Leopold d'Anhalt-Köthen de 1729, es desconeix si la cantata fúnebre va servir com a model de paròdia per a la Passió o si la Passió va servir com a model per a la cantata (o si existeixen altres orígens). De totes maneres, la Passió segons sant Mateu va ser interpretada el 15 d'abril de 1729 (Divendres Sant) a l'església de sant Tomàs a Leipzig sota la direcció del compositor.
Tot i que l'obra no va ser molt apreciada al seu temps per l'estil «operístic», Bach va revisar algunes parts de l'obra diverses vegades, l'última de les quals el 1736, quan va incloure un grup de continu per a orgue per a cada un dels cors.
Després de la mort de Bach l'obra va caure en l'oblit (com en general, tota la seva obra) i no fou fins al 1829 que el compositor i director Felix Mendelssohn la va tornar a interpretar amb la Sing-Akademie zu Berlin en una versió abreviada. La reinterpretació d'aquesta obra va iniciar un fort interès per l'estudi i anàlisi de les obres de Bach, particularment les de gran escala, que ha perdurat fins als nostres dies.
A principis del 1921, van tenir lloc les dues primeres interpretacions d'aquesta Passió a Catalunya i a l'Estat espanyol. Al Palau de la Música Catalana, l'Orfeó Català, pioner en l'estrena a la Península Ibèrica de les grans obres corals de Bach, va interpretar l'obra, sota la direcció de Lluís Millet. Entre els músics cal destacar a Eduard Toldrà i Josep Recasens als violins, Gaspar Cassadó al violoncel i Albert Schweitzer a l'orgue i com a solistes, Andreua Fornells, Concepció Callao i Emili Vendrell.

## Dotació
L'obra està escrita per a dos cors, cada un format per un grup de quatre veus (soprano, contralt, tenor i baix) i un grup d'instruments (2 flautes, 2 oboès, cordes i baix continu). En aquest sentit es podria parlar d'un cor i una orquestra dobles. A més, en els números 1r i 35è apareix una veu extra de soprano (soprano in ripieno) que habitualment és coberta per un cor de nens (en contraposició a les veus femenines dels dos cors). Tot i això, aquesta tradició no correspon amb les intencions de Bach, atès que els cors a les esglésies no usaven veus femenines sinó únicament de nens i falsetistes i, en aquest sentit, no distingien entre les veus dels cors i la de soprano in ripieno (a menys que els dos cors fossin únicament interpretats per solistes, contraposats llavors als ripienistes.

## Personatges
A la Passió segons sant Mateu apareixen els següents personatges:
- Evangelista – Tenor
- Jesús – Baríton
- Judes Iscariot – Baix
- Sant Pere – Baix
- sacerdot suprem – Baix
- Ponç Pilat– Baix
- Dues serventes – Sopranos
- Dos sacerdots – Baixos
- Esposa de Pilat – Soprano
- Dos testimonis – Contralt i tenor

A més, hi ha àries per les 4 veus principals d'ambdós cors (soprano, contralt, tenor i baix), diferenciades també segons el cor al qual pertanyen.
Existeixen actualment moltes i molt diverses interpretacions d'aquesta obra mestra (Wilhelm Furtwängler, Karl Richter, Otto Klemperer, Herbert von Karajan, Nikolaus Harnoncourt, Gustav Leonhardt, Frans Brüggen, Ton Koopman, John Eliot Gardiner, Hermann Max, Paul McCreesh, entre d'altres), que mostren l'ampli espectre de possibilitats d'interpretació d'aquesta passió.

## Llibret
El text del llibert està basat per una part, en els capítols 26 i 27 de l'Evangeli segons Mateu en la traducció de Martí Luter i, per altra part, en poesies de l'escriptor Christian Friedrich Henrici (conegut també per Picander).i en corals luteranes relacionades amb la passió.

## Concepció i estructura
L'obra es divideix en dues grans parts, entre les quals tenia lloc el sermó i que corresponen, la primera, amb el capítol 26, i la segona, amb el capítol 27 de l'evangeli de sant Mateu. Segons la tradició de les passions oratòriques, el text bíblic es troba musicalitzat de forma relativament senzilla en recitatius, mentre que les àries, llargues i contemplatives, presenten nous textos bíblics poètics que comenten els diversos esdeveniments de la narració bíblica i donen un caràcter més íntim a la vida de Crist. Entre els recitatius i àries es troben també corals intercalats, que permeten la participació activa de la congregació, que coneixia les melodies i els texts, i que igualment comenten i porten a la reflexió sobre les principals escenes de la passió.
L'obra desenvolupa, a més, una fantàstica sensació estereofònica mitjançant el seu doble cor i orquestra, que dialoguen constantment, principalment en el cor d'entrada i en el cor final, però també en alguns dels cors intermedis. Aquest format doble constitueix una gran diferència davant la major part dels treballs interpretats en els serveis religiosos dominicals. Especial interès en aquest sentit mereix el cor d'entrada Kommt, ihr Töchter, helft mir klagen, en el qual a més dels dos cors (i orquestres) que dialoguen, apareix una veu de soprano (sovint cantada per un cor infantil) in ripieno que canta la coral O Lamm Gottes, unschuldig en mig d'una complexa estructura polifònica i de grans tensions harmòniques. També mereix l'atenció l'ària núm. 39 Erbarme dich, mein Gott, la secció més coneguda de l'obra.

### Primera part
Abreviatures emprades:
- Veus: S Soprano - S rip. Soprano in ripieno - A  Contralt - T Tenor - B Baix - S,A,T,B Cor mixt a quatre veus
- Instruments: Fl Flauta (travessera) -  Fl dolça  Flauta dolça - Ob Oboè - Vl Grup de violins - Vl solo Violí solista - Va Grup de violes - Va da gamba Viola da gamba - Cont Baix continuo

| Part I                                               | Part I                                   | Part I                                   | Part I  | Part I |
| Número                                               | Dotació                                  | Dotació                                  | Dotació |        |
| Número                                               | Cor I                                    | Cor II                                   | Extra   |        |
| ---------------------------------------------------- | ---------------------------------------- | ---------------------------------------- | ------- | ------ |
| 1. Cor Kommt, ihr Töchter                            | S,A,T,B, 2Fl, 2Ob, 2Vl, Va, Cont         | S,A,T,B, 2Fl, 2Ob, 2Vl, Va, Cont         | S rip.  |        |
| 2. Recitatiu Da Jesus diese Rede vollendet hatte     | Evangelista, Jesús, 2Vl, Va, Cont        | -                                        | -       |        |
| 3. Coral Herzliebster Jesu, was hast du verbrochen   | S,A,T,B, 2Fl, 2Ob, 2Vl, Va, Cont         | S,A,T,B, 2Fl, 2Ob, 2Vl, Va, Cont         | -       |        |
| 4a. Recitatiu Da versammleten sich die Hohenpriester | Evangelista, Cont                        | -                                        | -       |        |
| 4b. Cor Ja nicht auf das Fest                        | S,A,T,B, 2Fl, 2Ob, 2Vl, Va, Cont         | S,A,T,B, 2Fl, 2Ob, 2Vl, Va, Cont         | -       |        |
| 4c. Recitatiu Da nun Jesus war zu Bethanien          | Evangelista, Cont                        | -                                        | -       |        |
| 4d. Cor Wozu dienet dieser Unrat                     | S,A,T,B, 2Fl, 2Ob, 2Vl, Va, Cont         | -                                        | -       |        |
| 4e. Recitatiu Da das Jesus merkete                   | Evangelista, Jesús, 2Vl, Vla, Cont       | -                                        | -       |        |
| 5. Recitatiu Du lieber Heiland du                    | A, 2Fl, Cont                             | -                                        | -       |        |
| 6. Ària Buß' und Reu                                 | A, 2Fl, Cont                             | -                                        | -       |        |
| 7. Recitatiu Da ging hin der Zwölfen einer           | Evangelista, Judes, Cont                 | -                                        | -       |        |
| 8. Ària Blute nur, du liebes Herz                    | -                                        | S, 2Fl, 2Vl, Va, Cont                    | -       |        |
| 9a. Recitatiu Aber am ersten Tage                    | Evangelista, Cont                        | -                                        | -       |        |
| 9b. Cor Wo willst du, dass wir bereiten              | S,A,T,B, 2Fl, 2Ob, 2Vl, Va, Cont         | -                                        | -       |        |
| 9c. Recitatiu Er sprach: Gehet hin in die Stadt      | Evangelista, Jesús, 2Vl, Va, Cont        | -                                        | -       |        |
| 9d. Cor Herr, bin ich's?                             | S,A,T,B, 2Vl, Va, Cont                   | -                                        | -       |        |
| 10. Coral Ich bin's, ich sollte büßen                | S,A,T,B, 2Ob, 2Vl, Va, Cont              | S,A,T,B, 2Ob, 2Vl, Va, Cont              | -       |        |
| 11. Recitatiu Er antwortete und sprach               | Evangelista, Jesús, 2Vl, Va, Cont        | -                                        | -       |        |
| 12. Recitatiu Wiewohl mein Herz in Tränen schwimmt   | S, 2Ob d'amore, Cont                     | -                                        | -       |        |
| 13. Ària Ich will dir mein Herze schenken            | S, 2Ob d'amore, Cont                     | -                                        | -       |        |
| 14. Recitatiu Und da sie den Lobgesang               | Evangelista, Jesús, 2Vl, Va, Cont        | -                                        | -       |        |
| 15. Coral Erkenne mich, mein Hüter                   | S,A,T,B, 2Fl, 2Ob, 2Vl, Va, Cont         | S,A,T,B, 2Fl, 2Ob, 2Vl, Va, Cont         | -       |        |
| 16. Recitatiu Petrus aber antwortete                 | Evangelista, Jesús, Pere, 2Vl, Va, Cont  | -                                        | -       |        |
| 17. Coral Ich will hier bei dir stehen               | S,A,T,B, 2Ob, 2Vl, Va, Cont              | S,A,T,B, 2Ob, 2Vl, Va, Cont              | -       |        |
| 18. Recitatiu Da kam Jesus mit ihnen                 | Evangelista, Jesús, 2Vl, Va, Cont        | -                                        | -       |        |
| 19. Recitatiu amb coral O Schmerz!                   | T, 2Fl de bec, 2Ob da caccia, Cont       | S,A,T,B, 2Vl, Va, Cont                   | -       |        |
| 20. Ària amb cor Ich will bei meinem Jesu wachen     | T, Ob, Cont                              | S,A,T,B, 2Fl, 2Vl, Va, Cont              | -       |        |
| 21. Recitatiu Und ging hin ein wenig                 | Evangelista, Jesús, 2Vl, Va, Cont        | -                                        | -       |        |
| 22. Recitatiu Der Heiland fällt                      | -                                        | B, 2Vl, Va, Cont                         | -       |        |
| 23. Ària Gerne will ich mich bequemen                | -                                        | B, 2Vl, Cont                             | -       |        |
| 24. Recitatiu Und er kam zu seinen Jüngern           | Evangelista, Jesús, 2Vl, Va, Cont        | -                                        | -       |        |
| 25. Coral Was mein Gott will                         | S,A,T,B, 2Fl, 2Ob, 2Vl, Va, Cont         | S,A,T,B, 2Fl, 2Ob, 2Vl, Va, Cont         | -       |        |
| 26. Recitatiu Und er kam und fand sie schlafend      | Evangelista, Jesús, Judes, 2Vl, Va, Cont | -                                        | -       |        |
| 27a. Ària amb cor So ist mein Jesus nun gefangen     | S,A, 2Fl, 2Ob, 2Vl, Va                   | S,A,T,B, 2Fl, 2Ob, 2Vl, Va, Cont         | -       |        |
| 27b. Cor Sind Blitze, sind Donner                    | S,A,T,B, 2Fl, 2Ob, 2Vl, Va, Cont         | S,A,T,B, 2Fl, 2Ob, 2Vl, Va, Cont         | -       |        |
| 28. Recitatiu Und siehe, einer aus denen             | Evangelista, Jesús, 2Vl, Va, Cont        | -                                        | -       |        |
| 29. Coral O Mensch, bewein dein Sünde groß           | S,A,T,B, 2Fl, 2Ob d'amore, 2Vl, Va, Cont | S,A,T,B, 2Fl, 2Ob d'amore, 2Vl, Va, Cont | S rip.  |        |

### Segona part
- Veus: S Soprano - S rip. Soprano in ripieno - A  Contralt - T Tenor - B Baix - S,A,T,B Cor mixt a quatro veus
- Instruments: Fl Flauta (travessera) -  Fl dolça  Flauta dolça - Ob Oboè - Vl Grup de violins - Vl solo Violí solista - Va Grup de violes - Va da gamba Viola da gamba - Cont Baix continu

| Part II                                           | Part II                                     | Part II                                  | Part II |
| Número                                            | Dotació                                     | Dotació                                  |         |
| Número                                            | Cor I                                       | Cor II                                   |         |
| ------------------------------------------------- | ------------------------------------------- | ---------------------------------------- | ------- |
| 30. Ària amb cor Ach, nun ist mein Jesus hin      | A, Fl, Ob d'amore, 2Vl, Va, Cont            | S,A,T,B, 2Vl, Va, Cont                   |         |
| 31. Recitatiu Die aber Jesum gegriffan hatten     | Evangelista, Cont                           | -                                        |         |
| 32. Coral Mir hat die Welt trüglich gericht't     | S,A,T,B, 2Fl, 2Ob, 2Vl, Va, Cont            | S,A,T,B, 2Fl, 2Ob, 2Vl, Va, Cont         |         |
| 33. Recitatiu Und wiewohl viel falsche Zeugen     | Evangelista, Sacerdot, Cont                 | 2 Testigos, Cont                         |         |
| 34. Recitatiu Mein Jesus schweigt                 | -                                           | T, 2Ob, Cont                             |         |
| 35. Ària Geduld, wenn mich falsche Zungen         | -                                           | T, Va da gamba, Cont                     |         |
| 36a. Recitatiu Und der Hohepriester antwortete    | Evangelista, Jesús, Sacerdot, 2Vl, Va, Cont | -                                        |         |
| 36b. Cor Er ist des Todes schuldig                | S,A,T,B, 2Fl, 2Ob, 2Vl, Va, Cont            | S,A,T,B, 2Fl, 2Ob, 2Vl, Va, Cont         |         |
| 36c. Recitatiu Da speieten sie aus                | Evangelista, Cont                           | -                                        |         |
| 36d. Cor Weissage uns, Christe                    | S,A,T,B, 2Fl, 2Ob, 2Vl, Va, Cont            | S,A,T,B, 2Fl, 2Ob, 2Vl, Va, Cont         |         |
| 37. Coral Wer hat dich so geschlagen              | S,A,T,B, 2Fl, 2Ob, 2Vl, Va, Cont            | S,A,T,B, 2Fl, 2Ob, 2Vl, Va, Cont         |         |
| 38a. Recitatiu Petrus aber saß draußen            | Evangelista, 2 serventes, Pere, Cont        | -                                        |         |
| 38b. CorWahrlich, du bist auch einer              | -                                           | S,A,T,B, 2Fl, 2Ob d'amore, 2Vl, Va, Cont |         |
| 38c. Recitatiu Da hub er an sich zu verfluchen    | Evangelista, Pere, Cont                     | -                                        |         |
| 39. Ària Erbarme dich, mein Gott                  | A, Vl solo, 2Vl, Va, Cont                   | -                                        |         |
| 40. Coral Bin ich gleich von dir gewichen         | S,A,T,B, 2Fl, 2Ob, 2Vl, Va, Cont            | S,A,T,B, 2Fl, 2Ob, 2Vl, Va, Cont         |         |
| 41a. Recitatiu Des Morgens aber hielten alle      | Evangelista, Judes, Cont                    | -                                        |         |
| 41b. Cor Was gehet uns das an                     | S,A,T,B, 2Fl, 2Ob, 2Vl, Va, Cont            | S,A,T,B, 2Fl, 2Ob, 2Vl, Va, Cont         |         |
| 41c. Recitatiu Und er warf die Silberlinge        | Evangelista, 2 sacerdots, Cont              | -                                        |         |
| 42. Ària Gebt mir meinen Jesum wieder             | -                                           | B, Vl solo, 2Vl, Va, Cont                |         |
| 43. Recitatiu Sie hielten aber einen Rat          | Evangelista, Jesús, Pilat, 2Vl, Va, Cont    | -                                        |         |
| 44. Coral Befiehl du deine Wege                   | S,A,T,B, 2Fl, 2Ob, 2Vl, Va, Cont            | S,A,T,B, 2Fl, 2Ob, 2Vl, Va, Cont         |         |
| 45a. Recitatiu Auf das Fest aber                  | Evangelista, Pilat, la seva esposa, Cont    | -                                        |         |
| 45b. Cor Barrabam!                                | S,A,T,B, Cont                               | S,A,T,B, Cont                            |         |
| 45c. Recitatiu Pilatus sprach zu ihnen            | Evangelista, Pilat, Cont                    | -                                        |         |
| 45d. Cor Lass ihn kreuzigen!                      | S,A,T,B, 2Fl, 2Ob, 2Vl, Va, Cont            | S,A,T,B, 2Fl, 2Ob, 2Vl, Va, Cont         |         |
| 46. Coral Wie wunderbarlich ist doch diese Strafe | S,A,T,B, 2Fl, 2Ob, 2Vl, Va, Cont            | S,A,T,B, 2Fl, 2Ob, 2Vl, Va, Cont         |         |
| 47. Recitatiu Der Landpfleger sagte               | Evangelista, Pilat Cont                     | -                                        |         |
| 48. Recitatiu Er hat uns allen wohlgetan          | S, 2Ob da caccia, Cont                      | -                                        |         |
| 49. Ària Aus Liebe will mein Heiland sterben      | S, Fl, 2Ob da caccia                        | -                                        |         |
| 50a. Recitatiu Sie schrieen aber noch mehr        | Evangelista, Cont                           | -                                        |         |
| 50b. Cor Lass ihn kreuzigen!                      | S,A,T,B, 2Fl, 2Ob, 2Vl, Va, Cont            | S,A,T,B, 2Fl, 2Ob, 2Vl, Va, Cont         |         |
| 50c. Recitatiu Da aber Pilatus sahe               | Evangelista, Pilat, Cont                    | -                                        |         |
| 50d. Cor Sein Blut komme über uns                 | S,A,T,B, 2Fl, 2Ob, 2Vl, Va, Cont            | S,A,T,B, 2Fl, 2Ob, 2Vl, Va, Cont         |         |
| 50e. Recitatiu Da gab er ihnen Barrabam los       | Evangelista, Cont                           | -                                        |         |
| 51. Recitatiu Erbarm es Gott!                     | -                                           | A, 2Vl, Va, Cont                         |         |
| 52. Ària Können Tränen meiner Wangen              | -                                           | A, 2Vl, Cont                             |         |
| 53a. Recitatiu Da nahmen die Kriegsknechte        | Evangelista, Cont                           | -                                        |         |
| 53b. Cor Gegrüßet seist du, Jüdenkönig!           | S,A,T,B, 2Fl, 2Ob, 2Vl, Va, Cont            | S,A,T,B, 2Fl, 2Ob, 2Vl, Va, Cont         |         |
| 53c. Recitatiu Und speieten ihn an                | Evangelista, Cont                           | -                                        |         |
| 54. Coral O Haupt voll Blut und Wunden            | S,A,T,B, 2Fl, 2Ob, 2Vl, Va, Cont            | S,A,T,B, 2Fl, 2Ob, 2Vl, Va, Cont         |         |
| 55. Recitatiu Und da sie ihn verspottet hatten    | Evangelista, Cont                           | -                                        |         |
| 56. Recitatiu Ja freilich will in uns             | B, 2Fl, Va da gamba, Cont                   | -                                        |         |
| 57. Ària Komm, süßes Kreuz                        | B, Va da gamba, Cont                        | -                                        |         |
| 58a. Recitatiu Und da sie an die Stätte kamen     | Evangelista, Cont                           | -                                        |         |
| 58b. Cor Der du den Tempel Gottes zerbrichst      | S,A,T,B, 2Fl, 2Ob, 2Vl, Va, Cont            | S,A,T,B, 2Fl, 2Ob, 2Vl, Va, Cont         |         |
| 58c. Recitatiu Desgleichen auch die Hohepriester  | Evangelista, Cont                           | -                                        |         |
| 58d. Cor Andern hat er geholfen                   | S,A,T,B, 2Fl, 2Ob, 2Vl, Va, Cont            | S,A,T,B, 2Fl, 2Ob, 2Vl, Va, Cont         |         |
| 58e. Recitatiu Desgleichen schmäheten ihn auch    | Evangelista, Cont                           | -                                        |         |
| 59. Recitatiu Ach Golgatha                        | A, 2Ob da caccia, Cont                      | -                                        |         |
| 60. Ària amb cor Sehet, Jesus hat die Hand        | A, 2Ob da caccia, Cont                      | S,A,T,B, 2Ob, 2Vl, Va, Cont              |         |
| 61a. Recitatiu Und von der sechsten Stunde an     | Evangelista, Jesús, Cont                    | -                                        |         |
| 61b. Cor Der rufet dem Elias                      | S,A,T,B, 2Ob, 2Vl, Va, Cont                 | -                                        |         |
| 61c. Recitatiu Und bald lief einer                | Evangelista, Cont                           | -                                        |         |
| 61d. Cor Halt! laß sehen                          | -                                           | S,A,T,B, 2Fl, 2Ob, 2Vl, Va, Cont         |         |
| 62. Coral Wenn ich einmal soll scheiden           | S,A,T,B, 2Fl, 2Ob, 2Vl, Va, Cont            | S,A,T,B, 2Fl, 2Ob, 2Vl, Va, Cont         |         |
| 63a. Recitatiu Und siehe da                       | Evangelista, Cont                           | -                                        |         |
| 63b. Cor Wahrlich, dieser ist Gottes Sohn         | S,A,T,B, 2Ob, 2Vl, Va, Cont                 | S,A,T,B, 2Ob, 2Vl, Va, Cont              |         |
| 63c. Recitatiu Und es waren viel Weiber da        | Evangelista, Cont                           | -                                        |         |
| 64. Recitatiu Am Abend, da es kühle war           | B, 2Vl, Va, Cont                            | -                                        |         |
| 65. Ària Mache dich, mein Herze, rein             | B, 2Ob da caccia, 2Vl, Va, Cont             | -                                        |         |
| 66a. Recitatiu Und Joseph nahm den Leib           | Evangelista, Cont                           | -                                        |         |
| 66b. Cor Herr, wir haben gedacht                  | S,A,T,B, 2Fl, 2Ob, 2Vl, Va, Cont            | S,A,T,B, 2Fl, 2Ob, 2Vl, Va, Cont         |         |
| 66c. Recitatiu Pilatus sprach zu ihnen            | Evangelista, Pilat, Cont                    | -                                        |         |
| 67. Recitatiu Nun ist der Herr zur Ruh gebracht   | S,A,T,B, 2Vl, Va, Cont                      | S,A,T,B, 2Fl, 2Ob, 2Vl, Va, Cont         |         |
| 68. Cor Wir setzen uns mit Tränen nieder          | S,A,T,B, 2Fl, 2Ob, 2Vl, Va, Cont            | S,A,T,B, 2Fl, 2Ob, 2Vl, Va, Cont         |         |

## Simbolisme
A la Passió segons sant Mateu, Bach treballa amb diversos símbols musicals: les paraules de Crist sempre són acompanyades per tons llargs de les cordes, que s'utilitzen com a símbol del que és diví, mentre que els altres caràcters només els acompanya el baix continu. Únicament quan Crist pronuncia les seves últimes paraules, les cordes callen: Crist s'ha convertit en home.